# Bet-El
Bet-El (hebräisch בֵּית אֵל „Haus des El“ oder „Haus Gottes“; auch Bethel geschrieben) ist ein in der Bibel erwähnter Ort, 17 km nördlich von Jerusalem und 16 km südlich von Silo im von Israel besetzten Westjordanland.
Bet-El ist der in der Bibel nach Jerusalem am zweithäufigsten genannte Ort. Auch kreuzten sich in Bet-El einige Straßen und verbanden den zu biblischer Zeit bedeutenden Ort mit Jerusalem, Bethlehem, Hebron und Beʾer Scheva (Nord-Süd-Verbindung) sowie mit Joppe am Mittelmeer (West-Verbindung) und mit dem am Jordan gelegenen Jericho (Ost-Verbindung). Die Stadt soll bereits seit dem 21. Jahrhundert v. Chr. besiedelt gewesen sein.
Laut der biblischen Überlieferung machte Abraham in Bet-El halt, als er nach Kanaan kam, nachdem er in Sichem gewesen war:

„Von da brach er auf zum Bergland östlich von Bet-El und schlug sein Zelt so auf, dass er Bet-El im Westen und Ai im Osten hatte. Dort baute er dem Herrn einen Altar und rief den Namen des Herrn an.“

Aus einem späteren Bericht in der biblischen Überlieferung geht hervor, dass Bet-El ursprünglich den kanaanitischen Namen „Lus“ trug. Jakob übernachtete an diesem Ort während seiner Flucht vor Esau auf dem Weg von Be’er Scheva nach Harran. In einem Traum sah er eine Leiter oder Stiege (Jakobsleiter), deren Spitze bis an den Himmel reichte, an der Engel (hebräisch מַלְאׇכִים mal’ākhîm) auf- und niederstiegen und über der JHWH stand, der zu Jakob sprach und die abrahamische Verheißung bestätigte:

„16 Als nun Jakob von seinem Schlaf aufwachte, sprach er: Fürwahr, der HERR ist an dieser Stätte, und ich wusste es nicht! 17 Und er fürchtete sich und sprach: Wie heilig ist diese Stätte! Hier ist nichts anderes als Gottes Haus, und hier ist die Pforte des Himmels. 18 Und Jakob stand früh am Morgen auf und nahm den Stein, den er zu seinen Häupten gelegt hatte, und richtete ihn auf zu einem Steinmal und goss Öl oben darauf 19 und nannte die Stätte Bethel; vorher aber hieß die Stadt Lus.“

In 1. Mose 31,48–53  sprach JHWH wiederum mit Jakob in Haran, wobei JHWH sich als der zu erkennen gab, der in Bet-El mit ihm geredet hatte. Weitere Erwähnung findet Bet-El an vielen weiteren Textstellen, was seine Bedeutung zur Zeit der biblischen Handlung zeigt.

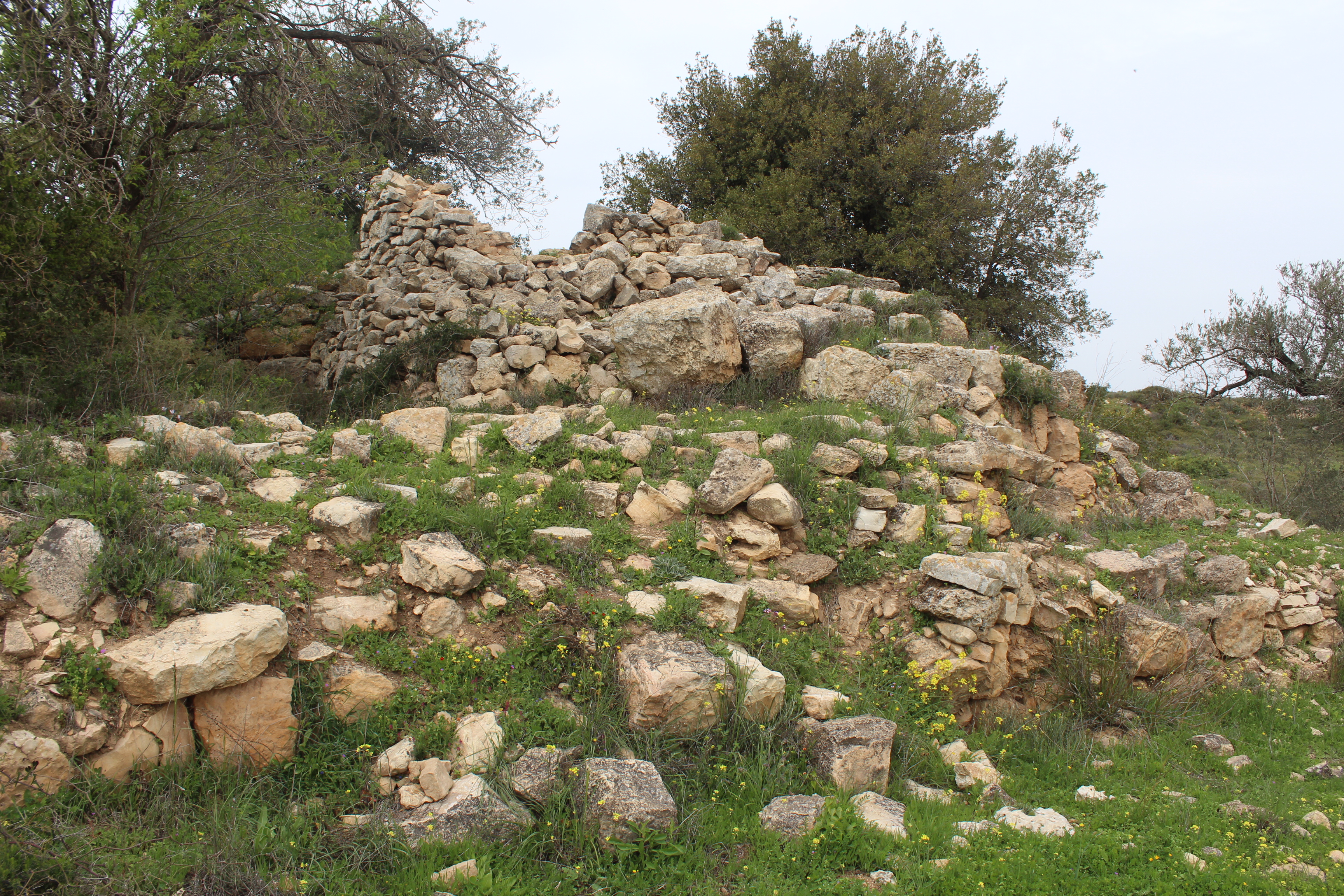
Wachtturm von Jerobeams Tempel in Bet-El

Während der Epoche des Nordreichs Israel wurde der Ort ein bedeutendes religiöses Zentrum und konkurrierte zeitweilig mit Jerusalem im Südreich Juda um politisches und religiöses Ansehen. Der erste König des Nordreichs Israel, Jerobeam I., lässt in Bethel wie auch in Dan ein Goldenes Kalb aufstellen, um ein Gegenstück zum Zentralheiligtum, dem Tempel im Südreich, zu bieten. Jerobeam I. wird deshalb von den deuteronomistischen Geschichtsschreibern scharf verurteilt, die den von König David gegründeten Jerusalemer Tempel als einzig legitimes Heiligtum JHWHs betrachten.
Das Heiligtum wurde im ausgehenden 7. Jahrhundert v. Chr. im Rahmen eines letzten Erstarkens des Reichs Juda unter König Joschija durch diesen zerstört, wohl um das Andenken an das nördliche hebräische Königtum und die Konkurrenz zum Kultort Jerusalem zu bekämpfen.
Der Ort findet sich heute nahe dem palästinensischen Dorf Beitin im Westjordanland. Es wird vermutet, dass der Name Beitin die arabische Form des ehemaligen Betel ist. In der Nähe gibt es noch die jüdische Siedlung Bet El, die aber erst nach dem Sechstagekrieg im Jahre 1967 von Israel dort errichtet wurde.